# Plutonesthes rufipennis
Plutonesthes rufipennis är en skalbaggsart som beskrevs av Thomson 1864. Plutonesthes rufipennis ingår i släktet Plutonesthes och familjen långhorningar. Inga underarter finns listade i Catalogue of Life.